# All Because of You (canción de Geordie)
«All Because of You» es una canción interpretada por la banda británica de glam rock Geordie. Fue publicado como sencillo el 9 de febrero de 1973 a través de EMI Records.

## Antecedentes
«All Because of You» fue escrita por el guitarrista Vic Malcolm y fue producida por Ellis Elias y Robert Danova. Fue publicada el 9 de febrero de 1973 por EMI Records como el segundo y último sencillo del álbum debut de la banda, Hope You Like It.

## Rendimiento comercial
«All Because of You» se convirtió en el primer éxito comercial de la banda, alcanzando el puesto #6 en la lista de sencillos del Reino Unido. También alcanzó la posición #11 en Irlanda, #18 en Bélgica, #19 en los Países Bajos y #30 en Alemania.

## Créditos y personal
Créditos adaptados desde las notas de álbum de Hope You Like It.
Geordie
- Brian Johnson – voz principal y coros
- Vic Malcolm – guitarra líder
- Tom Hill – guitarra bajo
- Brian Gibson – batería

Personal técnico
- Roberto Danova, Ellis Elias – producción
- John Machsmith – ingeniero de audio

## Posicionamiento
| Gráfica (1973)                          | Pico de posición |
| --------------------------------------- | ---------------- |
| Alemania (Official German Charts)       | 30               |
| Bélgica (Flandes) (Ultratop 50 Singles) | 18               |
| Irlanda (Irish Singles Chart)           | 11               |
| Países Bajos (Single Top 100)           | 19               |
| Reino Unido (UK Singles Chart)          | 6                |